# Crookwell
Pour les articles homonymes, voir Crookwell.
Crookwell est une petite ville australienne située dans la zone d'administration locale du Haut-Lachlan, dont elle est le chef-lieu, en Nouvelle-Galles du Sud. 

## Géographie
Située à plus de 900 mètres d'altitude sur les Plateaux du sud, la ville reçoit parfois des chutes de neige en hiver. Elle est distante de Goulburn de 42 km au sud et de Sydney d'environ 240 km.

## Histoire
Le nom de la ville est une déformation du nom de Crookhall au nord de l'Angleterre, le village natal d'un des premiers colons de la région. Le nom avait été d'abord donné au cours d'eau qui traverse la ville.
Avant l'arrivée des Européens en 1828, la région était le pays des Aborigènes Gundungura.

## Économie
La ville qui vivait de l'industrie laitière s'est reconvertie dans la culture des céréales (orge et avoine en raison de l'altitude) puis a dû se réorienter surtout dans la culture des pommes de terre et les habitants de la ville sont appelés familièrement les spud diggers (« ramasseurs de patates »). Il reste tout de même des élevages de mouton (laine et viande) et de bovins, des cultures de céréales, de luzerne et des fruits et légumes des pays tempérés.
Crookwell abrite la première ferme à éoliennes de la Nouvelle-Galles du Sud avec 8 éoliennes hautes de 45 mètres avec des pales de 44 mètres de diamètre.

## Démographie
La population s'élevait à 2 641 habitants en 2016.